# Avène
Avène är en kommun i departementet Hérault i regionen Occitanien i södra Frankrike. Kommunen ligger i kantonen Lunas som tillhör arrondissementet Lodève. År 2022 hade Avène 294 invånare.

## Befolkningsutveckling
Antalet invånare i kommunen Avène
Referens:INSEE